# Нікітіно (Калінінградська область)
Нікітіно (рос. Никитино) — селище Правдинського району, Калінінградської області Росії. Входить до складу Желєзнодорожного міського поселення.
Населення —  80 осіб (2015 рік). 

## Населення
| 2002 | 2010 |
| ---- | ---- |
| 97   | ↘80  |